# Claspettomyia bidentata
Claspettomyia bidentata är en tvåvingeart som först beskrevs av Ephraim Porter Felt 1920.  Claspettomyia bidentata ingår i släktet Claspettomyia och familjen gallmyggor.
Artens utbredningsområde är New York. Inga underarter finns listade i Catalogue of Life.